# Ielja Strik
Ielja Strik (Cuijk, 25 maart 1973) is een Nederlands powerlifster, krachtsportster en een voormalig turnster en bodybuildster.

## Biografie
Strik begon als vijfjarig meisje met turnen, wat ze ongeveer 15 jaar beoefend heeft, op een vrij hoog landelijk niveau. Nadat haar lichaamsbouw wat veranderde besloot ze dat fitness wellicht een betere sport voor haar zou zijn, wat al snel veranderde in bodybuilding. Na een aantal successen begon Strik in 2001 met powerlifting. Als snel bleek dat ze over behoorlijk wat kracht beschikte en na slechts een maand powerliften deed ze al mee aan de Nederlandse kampioenschappen. Strik werd meteen gevraagd voor de Nederlandse selectie.
Persoonlijk heeft Strik de voorkeur voor bankdrukken en doet ze  naast powerliftingwedstrijden ook mee aan bankdrukcompetities. In 2006 verbrak ze het wereldrecord bankdrukken en behaalde ze een resultaat van 182,5 kg. Op 14 maart 2010 verbeterde ze het wereldrecord met een halve kilogram tot 183 kg. Van 2004 tot en met 2007 was Strik zowel Europees als wereldrecordhoudster bankdrukken. In powerlifting behaalde ze zowel in 2006 als in 2007 het wereldrecord met drie gouden medailles. Strik komt uit in een klasse tot 90 kg. Het wereldrecord bankdrukken voor vrouwen boven 90 kg is in 2010 verbeterd door de Russische Irina Lugovaya, met een gewicht van 205 kg, ongekend voor een vrouw. De Nederlandse Joanne Schaefer haalde op hetzelfde kampioenschap een wereldrecord van 202,5 kg, wat dus van korte duur het record was.
Op zaterdag 17 augustus 2013 is Ielja strik door burgemeester Wim Hillenaar van Cuijk tijdens haar huldiging Koninklijk onderscheiden tot ridder in de Orde van Oranje-Nassau. De huldiging was naar aanleiding van alle behaalde resultaten in 2013 en haar behaalde de zilveren medaille tijdens de Wereldspelen in het Colomiaanse Cali.
In 2015, het laatste actieve jaar op topniveau, behaalde Strik een record van 190 kg bankdrukken op de IPF World Bench press Championships 2015. Het wereldrecord heeft ze niet meer, echter was haar prestatie wel een nieuw Nederlands record.

## Enkele resultaten

### Powerlifting
| Jaar | Kampioenschap               | Categorie | Squat | Bankdrukken | Deadlift | Totaalgewicht | Plaats |
| ---- | --------------------------- | --------- | ----- | ----------- | -------- | ------------- | ------ |
| 2013 | Wereldkampioenschap         | -84 kg    | 255   | 180         | 210      | 645 (kg)      | Goud   |
| 2013 | Europees kampioenschap      | -90 kg    | 255   | 175         | 215      | 645 (kg)      | Goud   |
| 2012 | Europees kampioenschap      | -90 kg    | 250   | 170         | 222,5    | 642,5 (kg)    | Goud   |
| 2011 | Europees kampioenschap      | -84 kg    | 245   | 155         | 210      | 610 (kg)      | Brons  |
| 2010 | Europees kampioenschap      | -90 kg    | 262,5 | 183         | 215      | 660,5 (kg)    | Goud   |
| 2009 | Europees kampioenschap      | -90 kg    | 255   | 165         | 220      | 640 (kg)      | Goud   |
| 2009 | Nederlands kampioenschap    | -90 kg    | 260*  | 172,5       | 232,5    | 665*          | Goud   |
| 2008 | Europees kampioenschap      | -90 kg    | 250   | 172,5       | 230      | 652,5 (kg)    | Goud   |
| 2008 | West-Europees kampioenschap | -90 kg    | 255   | 172,5       | 230      | 657,5         | Goud   |
| 2007 | Wereldkampioenschap         | -90 kg    | 255   | 175         | 232,5    | 662,5 (kg)    | Goud   |
| 2007 | Europees kampioenschap      | -90 kg    | 250   | 165         | 232,5    | 647,5 (kg)    | Goud   |
| 2006 | Wereldkampioenschap         | -90 kg    | 250   | 170         | 220      | 640 (kg)      | Goud   |
| 2006 | Europees kampioenschap      | -90 kg    | 247,5 | 180         | 215      | 642,5 (kg)    | Goud   |
| 2005 | Wereldkampioenschap         | -82,5 kg  | 235   | 155         | 200      | 590           | Zilver |
| 2005 | Europees kampioenschap      | -90 kg    | 245   | 175         | 202,5    | 622,5 (kg)    | 4      |
| 2004 | Nederlands kampioenschap    | -82,5 kg  | 240   | 150         | 215      | 605           | Goud   |

- *=Nederlands record.

| Jaar | Kampioenschap                        | Lichaamsgewicht | Bankdrukken   | Resultaat       |
| ---- | ------------------------------------ | --------------- | ------------- | --------------- |
| 2015 | IPF World Bench press Championships  | -84 kg          | 190*          | 1e wereldrecord |
| 2010 | Nederlands kampioenschap Bankdrukken | -90 kg          | 183           | 1e wereldrecord |
| 2008 | Wereldkampioenschappen Bankdrukken   | -90 kg          | 172,5 + 172,5 | 1e              |
| 2006 | West Europees kampioen Powerliften   | -90 kg          | 182,5         | wereldrecord    |
| 2004 | Wereldkampioenschappen Bankdrukken   | -90 kg          | 150 + 150     | 1e              |